# Championnat de Belgique de football de troisième division 1929-1930
Navigation
saison précédente saison suivante
Le Championnat de Belgique de football D3 1929-1930  est la quatrième édition du championnat de Promotion (D3) belge.
Dans toutes les séries, la première place est âprement disputée.
Dans la "A", le Cercle Sportif Shaerbeeks enlève le titre de justesse au Club Renaisien alors que l'autre club de cette ville, descendant de Division 1 (D2), est renvoyé en séries régionales. Dans le groupe "B", le Belgica FC Edegem, néo-promu, obtient le titre au terme d'un test-match épique contre le Sportkring Hoboken. En série "C", l'Excelsior Football Club Hasselt a un petit peu plus d'aisance à distancer le Royal Stade louvaniste, qui est donc vice-champion pour la 2e saison de suite.
Si certaines formations sont vite fixées sur leur sort et comprennent donc rapidement qu'elles séront reléguées, plusieurs passes d'armes ont lieu pour désigner les autres descendants. Les promus du Cercle Sportif Saint-Josse finissent un point trop court. Par ailleurs, Humbeek Football Club et l'Union Jemappes doivent avoir recours à un test-match pour les départager, fatal à Humbeek. Dans la série C, il faut même organiser un "Tour final" à trois pour connaître la 3e équipe devant quitter la "nationale".

## Clubs participants
Quarante-deux clubs prennent part à cette édition, soit le même nombre que lors de la saison précédente. Les équipes sont réparties en trois séries de 14 formations.

### Série A
| #  | Nom                                  | Mat. | Ville                 | Stades               | En D3 depuis    | Total en D3 | Province        |
| -- | ------------------------------------ | ---- | --------------------- | -------------------- | --------------- | ----------- | --------------- |
| 1  | Association Sportive Renaisienne     | 38   | Renaix                | avenue du 4 mars     | 1929-1930 (1re) | 3 saisons   | Fl. orientale   |
| 2  | Royal Courtrai Sports                | 19   | Courtrai              | ??                   | 1928-1929 (2e)  | 3 saisons   | Fl. occidentale |
| 3  | Royale Union Sportive Tournaisienne  | 26   | Tournai               | stade Gaston Horlait | 1928-1929 (2e)  | 3 saisons   | Hainaut         |
| 4  | Racing Club Tournaisien              | 36   | Tournai               | Drève de Maire       | 1926-1927 (4e)  | 4 saisons   | Hainaut         |
| 5  | Club Renaisien                       | 46   | Renaix                | Parc Lagache         | 1926-1927 (4e)  | 4 saisons   | Fl. orientale   |
| 6  | Sportvereeniging Blankenberghe       | 48   | Blankenberge          | ??                   | 1926-1927 (4e)  | 4 saisons   | Fl. occidentale |
| 7  | Club Sportif de Schaerbeek           | 55   | Schaerbeek            | Parc Josaphat        | 1926-1927 (4e)  | 4 saisons   | Brabant         |
| 8  | Sportvereeniging Audenaerde          | 81   | Audenarde             | ??                   | 1928-1929 (2e)  | 2 saisons   | Fl. orientale   |
| 9  | Knokke Football Club                 | 101  | Knokke                | ??                   | 1927-1928 (3e)  | 3 saisons   | Fl. occidentale |
| 10 | Sint-Niklaassche Sportkring          | 221  | St-Nicolas/Waas       | ??                   | 1926-1927 (4e)  | 4 saisons   | Fl. orientale   |
| 11 | Football Club Zwarte Leeuw Vilvoorde | 306  | Vilvorde              | ??                   | 1927-1928 (3e)  | 3 saisons   | Brabant         |
| 12 | Association Sportive Ostendaise      | 53   | Ostende               | Albertpark           | 1929-1930 (1re) | 3 saisons   | Fl. occidentale |
| 13 | Cercle Sportif Saint-Josse           | 83   | Saint-Josse-ten-Noode | ??                   | 1929-1930 (1re) | 1 saison    | Brabant         |
| 14 | Racing Club Wetteren                 | 95   | Wetteren              | ??                   | 1929-1930 (1re) | 2 saisons   | Fl. orientale   |

### Localisations Série A
| \| CS Schaerbeek CS St-Josse Zw.L. Vilvorde AS Ostendaise Knokke FC Courtrai Sp. SV Blankenberge RC Wetteren AS Renaisienne Club Renaisien RC Tournai US Tournai St-Nicolas SV Audenaerde \| Localisation des clubs engagés en Promotion A 1929-1930 |
| CS Schaerbeek CS St-Josse Zw.L. Vilvorde AS Ostendaise Knokke FC Courtrai Sp. SV Blankenberge RC Wetteren AS Renaisienne Club Renaisien RC Tournai US Tournai St-Nicolas SV Audenaerde                                                               |

### Série B
| #  | Nom                               | Mat. | Ville           | Stades                       | En D3 depuis    | Total en D3 | Province |
| -- | --------------------------------- | ---- | --------------- | ---------------------------- | --------------- | ----------- | -------- |
| 1  | Boom Football Club                | 58   | Boom            | ??                           | 1929-1930 (1re) | 1 saison    | Anvers   |
| 2  | Football Club Sérésien            | 17   | Seraing         | stade du Pairay              | 1926-1927 (4e)  | 4 saisons   | Liège    |
| 3  | Royal Football Club Bressoux      | 23   | Bressoux        | ??                           | 1926-1927 (4e)  | 4 saisons   | Liège    |
| 4  | Fléron Football Club              | 33   | Fléron          | ??                           | 1928-1929 (2e)  | 3 saisons   | Liège    |
| 5  | Humbeek Football Club             | 39   | Humbeek         | ??                           | 1926-1927 (4e)  | 4 saisons   | Brabant  |
| 6  | Albert Elisabeth Club Mons        | 44   | Mons            | rue du Tir                   | 1926-1927 (4e)  | 4 saisons   | Hainaut  |
| 7  | Voetbalvereeniging Oude God Sport | 68   | Mortsel         | ??                           | 1928-1929 (2e)  | 2 saisons   | Anvers   |
| 8  | Borgerthoutsche Sportkring        | 84   | Borgerhout      | ??                           | 1927-1928 (3e)  | 3 saisons   | Anvers   |
| 9  | Entente Tamines                   | 127  | Tamines         | Stade de la rue Saint Martin | 1928-1929 (2e)  | 3 saisons   | Namur    |
| 10 | Olympic Club Charleroi            | 246  | Montignies-s-S. | stade de La Neuville         | 1926-1927 (4e)  | 4 saisons   | Hainaut  |
| 11 | Sportkring Hoboken                | 285  | Hoboken         | ??                           | 1926-1927 (4e)  | 4 saisons   | Anvers   |
| 12 | Union Jemappes                    | 136  | Jemappes        | ??                           | 1929-1930 (1re) | 2 saisons   | Hainaut  |
| 13 | Cercle Sportif Andennais          | 307  | Andenne         | stade Julien Pappa           | 1929-1930 (1re) | 1 saison    | Namur    |
| 14 | Belgica Football Club Edegem      | 375  | Edegem          | ??                           | 1929-1930 (1re) | 1 saison    | Anvers   |

### Localisations Série B
| \| Anvers · VV Oude God Sport · Borgerhoutsche SK · SK Hoboken · Belgica FC Edegem Liège · FC Sérésien · FC Bressoux · + · Fléron FC Anvers Boom Humbeek Liège AEC Mons U. Jemappes Olympic CC Ent. Tamines CS Andennais \| Localisation des clubs engagés en Promotion B 1929-1930 |
| Anvers · VV Oude God Sport · Borgerhoutsche SK · SK Hoboken · Belgica FC Edegem Liège · FC Sérésien · FC Bressoux · + · Fléron FC Anvers Boom Humbeek Liège AEC Mons U. Jemappes Olympic CC Ent. Tamines CS Andennais                                                               |

### Série C
| #  | Nom                                  | Mat. | Ville             | Stades | En D3 depuis    | Total en D3 | Province   |
| -- | ------------------------------------ | ---- | ----------------- | ------ | --------------- | ----------- | ---------- |
| 1  | Cercle Sportif Tongrois              | 73   | Tongres           | ??     | 1929-1930 (1re) | 2 saisons   | Limbourg   |
| 2  | Stade Louvaniste                     | 18   | Louvain           | ??     | 1926-1927 (4e)  | 4 saisons   | Brabant    |
| 3  | Excelsior Football Club Hasselt      | 37   | Hasselt           | ??     | 1926-1927 (4e)  | 4 saisons   | Limbourg   |
| 4  | Union Sportive de Liège              | 40   | Loncin            | ??     | 1926-1927 (4e)  | 4 saisons   | Liège      |
| 5  | Cappellen Football Club              | 43   | Kapellen          | ??     | 1926-1927 (4e)  | 4 saisons   | Anvers     |
| 6  | Hasseltse Voetbal Vereeniging        | 65   | Hasselt           | ??     | 1927-1928 (3e)  | 3 saisons   | Limbourg   |
| 7  | Association Sportive Herstalienne    | 82   | Herstal           | ??     | 1927-1928 (3e)  | 3 saisons   | Liège      |
| 8  | La Jeunesse d'Eupen                  | 108  | Eupen             | ??     | 1927-1928 (3e)  | 3 saisons   | Liège      |
| 9  | Racing Club Tirlemont                | 132  | Tirlemont         | ??     | 1926-1927 (4e)  | 4 saisons   | Brabant    |
| 10 | Stade Waremmien Football Club        | 190  | Waremme           | ??     | 1928-1929 (2e)  | 3 saisons   | Liège      |
| 11 | Turnhoutse Sportkring Hand-in-Hand   | 210  | Turnhout          | ??     | 1928-1929 (2e)  | 2 saisons   | Anvers     |
| 12 | Patria Football Club Tongres         | 71   | Tongres           | ??     | 1929-1930 (1re) | 1 saison    | Limbourg   |
| 13 | Royal Football Club Malmundaria 1904 | 188  | Malmedy           | ??     | 1929-1930 (1re) | 1 saison    | Liège      |
| 14 | Union Marche Football Club           | 476  | Marche-en-Famenne | ??     | 1929-1930 (1re) | 1 saison    | Luxembourg |

### Localisations Série C
| \| Cappellen FC Turnhoutse SK HIH St. Louvaniste RC Tirlemont Exc. Hasselt Hasseltse VV CS Tongrois Patria FC St. Waremmien AS Herstalienne US Liège Eupen Malmundaria 1904 Union FC Marche \| Localisation des clubs engagés en Promotion C 1929-1930 |
| Cappellen FC Turnhoutse SK HIH St. Louvaniste RC Tirlemont Exc. Hasselt Hasseltse VV CS Tongrois Patria FC St. Waremmien AS Herstalienne US Liège Eupen Malmundaria 1904 Union FC Marche                                                               |

## Classements
- Le nom des clubs est celui employé à l'époque

Légende
- Champion & Promu en Division 1 (D2)
- clubs devant disputer un « test-match » pour désigner le champion
- clubs devant disputer un « test-match » pour assurer son maintien en Promotion
- clubs relégué vers les séries inférieures

Abréviations
 : Relégué de Division 1 (D2) 1928-1929

 : Promu depuis les séries inférieures

### Promotion A
| Rang | Équipe                    | Pts | J  | G  | N | P  | Bp | Bc | Diff |
| ---- | ------------------------- | --- | -- | -- | - | -- | -- | -- | ---- |
| 1    | CS SCHAERBEEK             | 39  | 26 | 17 | 5 | 4  | 86 | 46 | +40  |
| 2    | Club Renaisien            | 38  | 26 | 16 | 6 | 4  | 75 | 28 | +47  |
| 3    | St-Niklaassche SK         | 33  | 26 | 14 | 5 | 7  | 72 | 51 | +21  |
| 4    | Knokke FC                 | 32  | 26 | 14 | 4 | 8  | 68 | 47 | +21  |
| 5    | AS Ostendaise             | 31  | 26 | 13 | 5 | 8  | 68 | 55 | +13  |
| 6    | SV Audenarde              | 31  | 26 | 13 | 5 | 8  | 57 | 49 | +8   |
| 7    | R. US Tournaisienne       | 30  | 26 | 11 | 8 | 7  | 54 | 42 | +12  |
| 8    | RC Wetteren               | 24  | 26 | 9  | 6 | 11 | 48 | 62 | -14  |
| 9    | R. RC Tournaisien         | 23  | 26 | 9  | 5 | 12 | 46 | 60 | -14  |
| 10   | SV Blankenberghe          | 20  | 26 | 7  | 6 | 13 | 53 | 72 | -19  |
| 11   | FC Zwarte Leeuw Vilvoorde | 20  | 26 | 6  | 8 | 12 | 30 | 51 | -21  |
| 12   | CS St-Josse               | 19  | 26 | 8  | 3 | 15 | 57 | 62 | -5   |
| 13   | R. Courtrai Sport         | 17  | 26 | 6  | 5 | 15 | 44 | 74 | -30  |
| 14   | AS Renaisienne            | 7   | 26 | 2  | 3 | 21 | 29 | 90 | -61  |

### Promotion B
| Rang | Équipe            | Pts | J  | G  | N | P  | Bp  | Bc  | Diff |
| ---- | ----------------- | --- | -- | -- | - | -- | --- | --- | ---- |
| 1    | Belgica FC Edegem | 41  | 26 | 18 | 5 | 3  | 125 | 43  | +82  |
| 1    | SK Hoboken        | 41  | 26 | 20 | 1 | 5  | 71  | 33  | +38  |
| 3    | Boom FC           | 38  | 26 | 16 | 6 | 4  | 74  | 41  | +33  |
| 4    | Borgerhoutsche SK | 32  | 26 | 14 | 4 | 8  | 79  | 53  | +26  |
| 5    | Olympic CC        | 32  | 26 | 14 | 4 | 8  | 61  | 58  | +3   |
| 6    | R. FC Sérésien    | 30  | 26 | 14 | 2 | 10 | 73  | 43  | +30  |
| 7    | VV Oude God Sport | 27  | 26 | 12 | 3 | 11 | 82  | 65  | +17  |
| 8    | AEC Mons          | 26  | 26 | 11 | 4 | 11 | 66  | 62  | +4   |
| 9    | R. FC Bressoux    | 25  | 26 | 11 | 3 | 12 | 76  | 76  | 0    |
| 10   | Fléron FC         | 16  | 26 | 6  | 4 | 16 | 46  | 84  | -38  |
| 11   | Humbeek FC        | 15  | 26 | 5  | 5 | 16 | 47  | 82  | -35  |
| 11   | Union Jemappes    | 15  | 26 | 7  | 1 | 18 | 47  | 93  | -46  |
| 13   | Entente Tamines   | 13  | 26 | 3  | 7 | 16 | 39  | 91  | -52  |
| 14   | CS Andennais      | 13  | 26 | 5  | 3 | 18 | 61  | 123 | -62  |

### Promotion C
| Rang | Équipe               | Pts | J  | G  | N | P  | Bp | Bc  | Diff |
| ---- | -------------------- | --- | -- | -- | - | -- | -- | --- | ---- |
| 1    | EXCELSIOR FC HASSELT | 37  | 26 | 13 | 3 | 6  | 79 | 39  | +40  |
| 2    | R. Stade Louvaniste  | 32  | 26 | 14 | 4 | 8  | 74 | 46  | +28  |
| 3    | RC Tirlemont         | 31  | 26 | 12 | 7 | 7  | 80 | 37  | +43  |
| 4    | CS Tongrois          | 30  | 26 | 13 | 4 | 9  | 66 | 43  | +23  |
| 5    | Stade Waremmien FC   | 30  | 26 | 12 | 6 | 8  | 57 | 57  | 0    |
| 6    | AS Herstalienne      | 29  | 26 | 11 | 7 | 8  | 69 | 49  | +20  |
| 7    | Patria FC Tongres    | 28  | 26 | 12 | 4 | 10 | 69 | 59  | +10  |
| 8    | Cappellen FC         | 28  | 26 | 12 | 4 | 10 | 60 | 73  | -13  |
| 9    | Turnhoutsche SK HIH  | 25  | 26 | 11 | 3 | 12 | 80 | 64  | +16  |
| 10   | La Jeunesse d'Eupen  | 24  | 26 | 10 | 4 | 12 | 68 | 67  | +1   |
| 10   | US Liège             | 24  | 26 | 9  | 6 | 11 | 69 | 69  | 0    |
| 10   | FC Malmundaria 1904  | 24  | 26 | 11 | 2 | 13 | 68 | 73  | -5   |
| 13   | Hasseltse VV         | 20  | 26 | 8  | 4 | 14 | 53 | 65  | -12  |
| 14   | Union FC Marche      | 2   | 26 | 1  | 0 | 25 | 31 | 167 | -136 |

## Déroulement de la saison

### Résultats des rencontres - Série A
| Résultats (▼dom., ►ext.)                                   | 1 | 2 | 3 | 4 | 5 | 6 | 7 | 8 | 9 | 10 | 11 | 12 | 13 | 14 |
|                                                            |   | - | - | - | - | - | - | - | - | -  | -  | -  | -  | -  |
|                                                            | - |   | - | - | - | - | - | - | - | -  | -  | -  | -  | -  |
|                                                            | - | - |   | - | - | - | - | - | - | -  | -  | -  | -  | -  |
|                                                            | - | - | - |   | - | - | - | - | - | -  | -  | -  | -  | -  |
|                                                            | - | - | - | - |   | - | - | - | - | -  | -  | -  | -  | -  |
|                                                            | - | - | - | - | - |   | - | - | - | -  | -  | -  | -  | -  |
|                                                            | - | - | - | - | - | - |   | - | - | -  | -  | -  | -  | -  |
|                                                            | - | - | - | - | - | - | - |   | - | -  | -  | -  | -  | -  |
|                                                            | - | - | - | - | - | - | - | - |   | -  | -  | -  | -  | -  |
|                                                            | - | - | - | - | - | - | - | - | - |    | -  | -  | -  | -  |
|                                                            | - | - | - | - | - | - | - | - | - | -  |    | -  | -  | -  |
|                                                            | - | - | - | - | - | - | - | - | - | -  | -  |    | -  | -  |
|                                                            | - | - | - | - | - | - | - | - | - | -  | -  | -  |    | -  |
|                                                            | - | - | - | - | - | - | - | - | - | -  | -  | -  | -  |    |
| - Victoire à domicile - Match nul - Victoire à l'extérieur |   |   |   |   |   |   |   |   |   |    |    |    |    |    |

### Résultats des rencontres - Série B
| Résultats (▼dom., ►ext.)                                   | 1 | 2 | 3 | 4 | 5 | 6 | 7 | 8 | 9 | 10 | 11 | 12 | 13 | 14 |
|                                                            |   | - | - | - | - | - | - | - | - | -  | -  | -  | -  | -  |
|                                                            | - |   | - | - | - | - | - | - | - | -  | -  | -  | -  | -  |
|                                                            | - | - |   | - | - | - | - | - | - | -  | -  | -  | -  | -  |
|                                                            | - | - | - |   | - | - | - | - | - | -  | -  | -  | -  | -  |
|                                                            | - | - | - | - |   | - | - | - | - | -  | -  | -  | -  | -  |
|                                                            | - | - | - | - | - |   | - | - | - | -  | -  | -  | -  | -  |
|                                                            | - | - | - | - | - | - |   | - | - | -  | -  | -  | -  | -  |
|                                                            | - | - | - | - | - | - | - |   | - | -  | -  | -  | -  | -  |
|                                                            | - | - | - | - | - | - | - | - |   | -  | -  | -  | -  | -  |
|                                                            | - | - | - | - | - | - | - | - | - |    | -  | -  | -  | -  |
|                                                            | - | - | - | - | - | - | - | - | - | -  |    | -  | -  | -  |
|                                                            | - | - | - | - | - | - | - | - | - | -  | -  |    | -  | -  |
|                                                            | - | - | - | - | - | - | - | - | - | -  | -  | -  |    | -  |
|                                                            | - | - | - | - | - | - | - | - | - | -  | -  | -  | -  |    |
| - Victoire à domicile - Match nul - Victoire à l'extérieur |   |   |   |   |   |   |   |   |   |    |    |    |    |    |

### Résultats des rencontres - Série C
| Résultats (▼dom., ►ext.)                                   | 1 | 2 | 3 | 4 | 5 | 6 | 7 | 8 | 9 | 10 | 11 | 12 | 13 | 14 |
|                                                            |   | - | - | - | - | - | - | - | - | -  | -  | -  | -  | -  |
|                                                            | - |   | - | - | - | - | - | - | - | -  | -  | -  | -  | -  |
|                                                            | - | - |   | - | - | - | - | - | - | -  | -  | -  | -  | -  |
|                                                            | - | - | - |   | - | - | - | - | - | -  | -  | -  | -  | -  |
|                                                            | - | - | - | - |   | - | - | - | - | -  | -  | -  | -  | -  |
|                                                            | - | - | - | - | - |   | - | - | - | -  | -  | -  | -  | -  |
|                                                            | - | - | - | - | - | - |   | - | - | -  | -  | -  | -  | -  |
|                                                            | - | - | - | - | - | - | - |   | - | -  | -  | -  | -  | -  |
|                                                            | - | - | - | - | - | - | - | - |   | -  | -  | -  | -  | -  |
|                                                            | - | - | - | - | - | - | - | - | - |    | -  | -  | -  | -  |
|                                                            | - | - | - | - | - | - | - | - | - | -  |    | -  | -  | -  |
|                                                            | - | - | - | - | - | - | - | - | - | -  | -  |    | -  | -  |
|                                                            | - | - | - | - | - | - | - | - | - | -  | -  | -  |    | -  |
|                                                            | - | - | - | - | - | - | - | - | - | -  | -  | -  | -  |    |
| - Victoire à domicile - Match nul - Victoire à l'extérieur |   |   |   |   |   |   |   |   |   |    |    |    |    |    |

### Test-match pour le Titre - Promotion B
- Cette rencontre est disputée sur le terrain du Liersche.

| Date       | Equipe 1          | Equipe 2   | Score | Remarques                          |
| ---------- | ----------------- | ---------- | ----- | ---------------------------------- |
| 09/06/1929 | Belgica FC Edegem | SK Hoboken | 7-6   | 4 prolongations sont nécessaires ! |
|            | Belgica FC Edegem | Champion   |       |                                    |

### Test-match pour désigner le3edescendant-12eplacePromotion B
- Rencontre disputée sur le terrain du CS La Forestoise

| Date       | Equipe 1       | Equipe 2   | Score | Remarques |
| ---------- | -------------- | ---------- | ----- | --------- |
| 09/06/1929 | Union Jemappes | Humbeek FC | 2-1   |           |
|            | Humbeek FC     | Relégué    |       |           |

### Test-matches pour le maintien - Désignation de la12eplacePromotion C
- Note: Certaines sources renseignent le FC Malmundaria 1904 comme relégué. Mais ce club est toujours présent dans les classements de la saison suivante. Les résultats des test matchs sont fiables.

| Résultats (▼dom., ►ext.)                                   | EUP | MAL | USL |
| La Jeunesse d'Eupen                                        |     | -   | -   |
| FC Malmundaria 1904                                        | -   |     | -   |
| US Liège                                                   | -   | -   |     |
| - Victoire à domicile - Match nul - Victoire à l'extérieur |     |     |     |

| Rang | Équipe              | Pts | J | G | N | P | Bp | Bc | Diff |
| ---- | ------------------- | --- | - | - | - | - | -- | -- | ---- |
| 10   | La Jeunesse d'Eupen | 3   | 2 | 1 | 1 | 0 | 7  | 5  | +2   |
| 11   | FC Malmundaria 1904 | 2   | 2 | 1 | 0 | 1 | 7  | 7  | 0    |
| 12   | US Liège            | 1   | 2 | 0 | 1 | 1 | 2  | 4  | -2   |

## Récapitulatif de la saison
- Champion A: R. CS Schaerbeek (1er titre en D3)
- Champion B: Belgica FC Edegem (1er titre en D3)
- Champion C: R. Excelsior FC Hasselt (1er titre en D3)
- Deuxième titre de "D3" pour la Province d’Anvers.
- Deuxième titre de "D3" pour la Province de Brabant.
- Deuxième titre de "D3" pour la Province de Limbourg.

| Région flamande (20)            | Région flamande (20) | Province de Brabant (6)      | Province de Brabant (6) | Région wallonne (16)   | Région wallonne (16) |
| ------------------------------- | -------------------- | ---------------------------- | ----------------------- | ---------------------- | -------------------- |
| Province d'Anvers               | 7                    | Région de Bruxelles-Capitale | 2                       | Province de Hainaut    | 5                    |
| Province de Flandre-Occidentale | 4                    | Province du Brabant flamand  | 4                       | Province de Liège      | 8                    |
| Province de Flandre-Orientale   | 5                    | Province du Brabant wallon   | 0                       | Province de Luxembourg | 1                    |
| Province de Limbourg            | 4                    |                              |                         | Province de Namur      | 2                    |

1. ↑  Au niveau footballistique, la province de Brabant est toujours unitaire malgré sa partition territoriale en 1995.

- RAPPEL: En Belgique, le principe d'une frontière linguistique est créé par la Loi du 21 juillet 1921, mais elle n'est définitivement fixée que par les Lois du 8 novembre 1962. Cette « frontière » voit ses effets principaux se marquer à partir de 1963 avec, par exemple, les passages de Mouscron en Hainaut ou de Fourons au Limbourg. La Belgique ne devient un  État fédéralisé qu'à partir de 1970 lorsqu'est appliquée la première réforme constitutionnelle. À ce moment, l'ajout de l'« Article 59bis » crée les « Communautés » alors que le plus délicat, car longtemps et âprement débattu, « Article 107quater » établit les « Régions ». La Région de Bruxelles-Capitale ne voit le jour qu'en 1989. La scission de la Province de Brabant en deux (flamand et wallon) n'intervient officiellement qu'au 1er janvier 1995.

## Montée vers le.../ Relégation du2eniveau
Le CS Schaerbeekois, le Belgica FC Edegem et l'Excelsior FC Hasselt sont promus en Division 1 (D2).
À la fin de la saison, le White Star Woluwé AC, le Vilvorde FC et le R. CS Verviétois doivent quitter le 2e niveau national.

## Débuts en séries nationales (et donc en Division 3)
Six clubs font leurs débuts en séries nationales.
- Belgica FC Edegem (20e club de la Province d'Anvers) - 9e Anversois en D3 ;
- CS St-Josse (24e club de la Province de Brabant) - 12e Brabançon en D3 ;
- FC Malmundaria 1904 (19e club de la Province de Liège) - 14e Liégeois en D3 ;
- Patria FC Tongres (6e club de la Province de Limbourg) - 5e Limbourgeois en D3 ;
- Union FC Marche (4e club de la Province de Luxembourg) - 4e Luxembourgeois en D3 ;
- CS Andennais (3e club de la Province de Namur) - 3e Namurois en D3 ;

## Débuts en Division 3
- Boom FC (relégué) est le 9e Anversois en D3 (ex aequo avec Belgica FC Edegem, voir ci-dessus)

## Relégations vers le niveau inférieur
Les neuf relégués, triés par Province, furent:
| Clubs                         |   | Provinces                       |
| ----------------------------- | - | ------------------------------- |
|                               | ⇒ | Province d'Anvers               |
| Humbeek FC, CS St-Josse       | ⇒ | Province de Brabant             |
| R. Courtrai Sport             | ⇒ | Province de Flandre-Occidentale |
| AS Renaisienne                | ⇒ | Province de Flandre-Orientale   |
|                               | ⇒ | Province de Hainaut             |
| US Liège                      | ⇒ | Province de Liège               |
| Hasseltse VV                  | ⇒ | Province de Limbourg            |
| Union FC Marche-en-Famenne    | ⇒ | Province de Luxembourg          |
| CS Andennais, Entente Tamines | ⇒ | Province de Namur               |

## Montée depuis le niveau inférieur
Clubs promus depuis les séries inférieures:
| Provinces                       | Montant                    |
| ------------------------------- | -------------------------- |
| Province d'Anvers               | Hemiksem AC                |
| Province de Brabant             | Ixelles SC                 |
| Province de Flandre-Occidentale | K. VG Oostende             |
| Province de Flandre-Orientale   | FC Eecloo                  |
| Province de Hainaut             | US Gilly                   |
| Province de Liège               | Union Hutoise FC           |
| Province de Limbourg            | St-Truidensche VV          |
| Province de Luxembourg          | Jeunesse Arlonaise         |
| Province de Namur               | Wallonia Association Namur |

## Jeudi noir
- Voir Division d'Honneur 1929-1930

## Première Coupe du monde
- Voir Division d'Honneur 1929-1930